# Lista över universitet i Kina

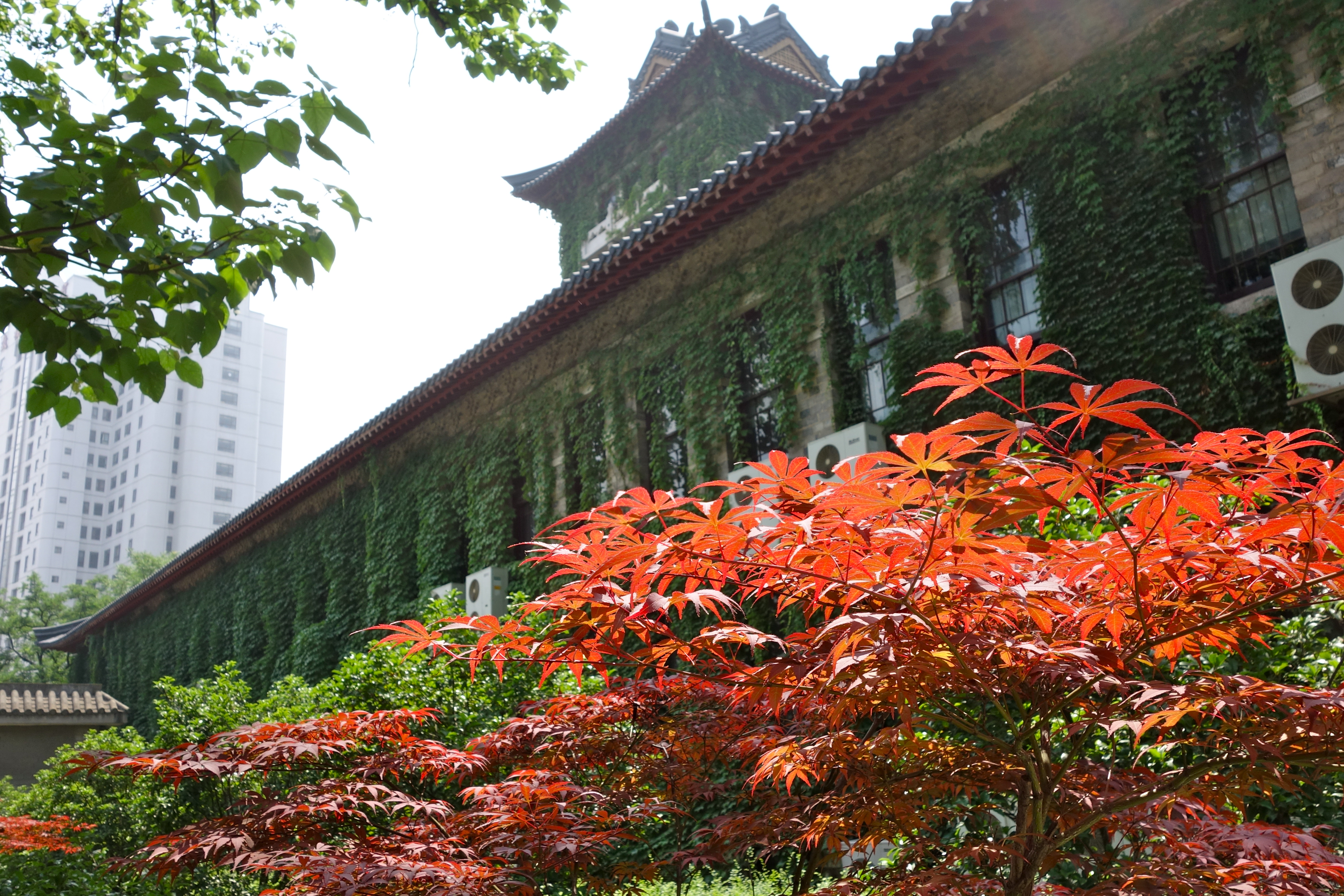
Norra hallen, Nanjinguniversitetet, Nanjing, Jiangsu.

Detta är en lista över universitet i Kina ordnad alfabetiskt efter provinser etcetera. Den inkluderar inte universitet i Hongkong, Macau eller Taiwan.

## Översättningar till svenska
De flesta kinesiska universitet har officiella engelska namn. Flera av dessa har behållits i den här listan för att underlätta informationssökande inför skapandet av nya artiklar. Internetadresser och kinesiska tecken är också tänkta att bidra till detta. Ett antal universitet har mer etablerade svenska namnformer och dessa har då använts. De flesta fall där namnet består av ortnamn + University har översatts till ~universitetet. Engelskans Normal University / Normal College har huvudsakligen översatts till lärarhögskola och University of Technology / Institute of Technology till teknisk högskola.
Förklaring:
Ω: Nationellt toppuniversitet (国家重点大学 Guojia zhongdian daxue, "national key university").
Nationellt: universitet direkt under utbildningsdepartementet;
Nationellt (övriga): universitet under annat departmenent;

## Anhui
- Anhuiuniversitetet (Hefei) (安徽大学) Ω
- Hefeis tekniska högskola (合肥工业大学) Ω
- University of Science & Technology of China (Hefei) (中国科学技术大学) Ω
- Anhuis lärarhögskola
- Anhui University of Finance and Economics (Bengbu)
- Anhuis tekniska högskola (Ma'anshan)

## Chongqing
- Chongqings tekniska högskola
- Chongqing Jiaotong University
- Chongqings lärarhögskola
- Chongqing Technology and Business University
- Chongqing Three Gorges-universitetet
- Chongqinguniversitetet (重庆大学, grundat 1929) Ω
- Chongqing University of Posts and Telecommunications
- Fulings lärarhögskola
- Sichuan Fine Arts Institute
- Sichuan International Studies University
- Southwest Agricultural University
- Southwest China Normal University (grundat 1906)
- Southwest University (西南大学) Ω
- Southwest University of Political Science and Law (西南政法大学) Ω
- Third Military Medical University
- Western Chongqing University

## Fujian

### Nationella
- Huaqiao University (Quanzhou)
- Xiamenuniversitetet (grundat 1921) (厦门大学, Xiamen)  Ω

### Lokala
- Jimeiuniversitetet (Xiamen)
- Putianuniversitetet (Putian)
- Quanzhous lärarhögskola (Quanzhou)
- Zhangzhous lärarhögskola (Zhangzhou)

### Fuzhou
- Fujian Agriculture and Forestry University (Fuzhou)
- Fujian College of Traditional Chinese Medicine (Fuzhou)
- Minjianguniversitetet (Fuzhou)
- Fujian Medical University (Fuzhou)
- Fujians lärarhögskola (grundat 1907) (Fuzhou)
- Fujians tekniska högskola (Fuzhou)
- Fuzhouuniversitetet (福州大学, Fuzhou)  Ω

### Privatliv
- Yang-en-universitetet (Quanzhou)

## Gansu
- Tianshui Normal Institute (Tianshui)
- Hexi Institute (Zhangye)

### Lanzhou
- Lanzhou-universitetet (兰州大学) Ω
- Gansu Agricultural University
- Lanzhou Business Institute
- Lanzhou Medical Institute
- Lanzhous tekniska högskola (tidigare Gansus tekniska högskola)
- Northwest Nationalities University
- Northwest Normal University
- Eastern Gansu University
- Gansu Institute of Administration

## Guangdong

### Guangzhou
- Sun Yat-Sen-universitetet (中山大學)  Ω
- South China Normal University (华南师范大学) Ω
- South China Agricultural University (华南农业大学) Ω
- South China University of Technology (华南理工大学) Ω
- Southern Medical University (南方醫科大學)
- Jinanuniversitetet (暨南大學) Ω
- Guangdong University of Foreign Studies (廣東外語外貿大學)  Ω
- Guangdongs tekniska högskola (廣東工業大學)
- Guangzhou Institute of Fine Arts (广州美术学院)
- Guangzhouuniversitetet
- Guangzhou University of Traditional Chinese Medicine (廣州中醫葯大學)

### Shantou
- Shantouuniversitetet (Swatowuniversitetet, 汕頭大學)

### Shenzhen
- Shenzhenuniversitetet (深圳大学)

### Zhanjiang
- Guangdong Ocean University(廣東海洋大學)
- Guangdong Medical College (广东医学院)

### Zhuhai
- Sun Yet-sen-universitetet（Zhuhai campus）

## Guangxi

### Nanning
- Guangxiuniversitetet (广西大学) Ω
- Guangxi Medical University (广西医科大学)
- Guangxi University of Nationalities (广西民族大学)

### Liuzhou
- Guangxis tekniska högskola (广西工学院)

### Guilin
- Guangxis lärarhögskola (广西师范大学)
- Guilin University of Electronic Technology (桂林电子科技大学)

## Guizhou

### Guiyang
- Guizhouuniversitetet (贵州大学) Ω
- Guizhous lärarhögskola
- Guizhou University of Finance and Economics
- Guizhou Nationalities University
- Guiyang Medical Institute
- Guiyang Institute of Traditional Chinese Medicine

### Zunyi
- Zunyi Medical Institute
- Zunyi Normal Institute

## Hainan
- South China Tropical Agricultural University
- Hainanuniversitetet
- Hainan Normal Institute
- Qiongzhouuniversitetet
- Hainan Medical Institute

## Hebei

### Nationella
- North China Electric Power University
- North China Coal Medical University

### Nationella (övriga)
- Central Institute for Correctional Police
- Chinese People's Armed Police Force Academy (Lyder under Folkets beväpnade polis)
- North China Institute of Science and Technology

### Provinsiella
- Chengde Medical College (se här!)
- Handan College
- Hebei Agricultural University
- Hebei University of Engineering
- Hebei Institute of Architecture and Civil Engineering
- Hebei Medical University
- Hebeis lärarhögskola
- Hebei Normal University of Science and Technology
- Hebei North University
- Hebei Physical Educational Institute
- Hebei Polytechnic University
- Hebeiuniversitetet
- Hebei University of Economics and Business
- Hebeis tekniska högskola
- Hebei University of Science and Technology
- Hengshuiuniversitetet
- Langfang Teacher's College
- North China Coal Medical College
- Peking University Founder Technology College
- Shijiazhuang College
- Shijiazhuang Railway Institute
- Shijiazhuang University of Economics
- Tangshan College
- Tangshan Teacher's College
- Xingtaiuniversitetet
- Yanshanuniversitetet

## Henan
- Henanuniversitetet
- Zhengzhouuniversitetet (郑州大学) Ω

## Heilongjiang
- Daqing Institute of Petroleum (大庆石油学院)  Ω
- Harbins tekniska högskola (哈尔滨工业大学) Ω
- Heilongjianguniversitetet (Harbin) (黑龙江大学) Ω
- Harbin Engineering University (哈尔滨工程大学) Ω
- Harbin University of Science and Technology (哈尔滨理工大学) Ω
- Harbin Institute
- Heilongjiang University of Chinese Medicine
- Harbin University of Commerce
- Harbins lärarhögskola (哈尔滨师范大学) Ω
- Northeast Agricultural University (东北农业大学) Ω
- Northeast Forestry University (东北林业大学) Ω

## Hubei

### Wuhan
- Central China Agricultural University (华中农业大学, Huazhong Agricultural University) Ω
- Central China Normal University (华中师范大学, Huazhongs lärarhögskola) Ω
- China University of Geosciences (中国地质大学) Ω
- South-Central University for Nationalities
- Huazhong University of Science and Technology (华中科技大学, HUST) Ω
- Tongji Medical University(now in HUST)
- Wuhanuniversitetet (武汉大学) Ω
- Wuhans tekniska högskola (武汉理工大学) Ω
- Zhongnan University of Economics and Law (中南财经政法大学) Ω

### Jingzhou
- Yangtzeuniversitetet

### Xiaogan
- Xiaoganuniversitetet

### Yichang
- China Three Gorges-universitetet

## Hunan

### Nationella
- Central South University (中南大学) Ω
- Hunanuniversitetet (湖南大学) Ω
- National University of Defense Technology (国防科技大学) Ω

### Provinsiella

#### Changsha
- Changsha University of Science and Technology (长沙理工大学)
- Hunans lärarhögskola (湖南师范大学)
- Hunan Agricultural University (湖南理工大学)
- Central South University Forestry and Technology (Changsha) (中南林业科技大学)

#### Hengyang
- Hengyang Normal College (衡阳师范学院)
- Hunans tekniska högskola (湖南工学院)
- University of South China (南华大学) (Det engelska namnet för 南华大学 har ändrats från Nanhua University till University of South China)

#### Xiangtan
- Hunan University of Science and Technology (湖南科技大学) Ω
- Hunan Institute of Engineer (湖南工程学院)
- Xiangtanuniversitetet (湘潭大学) Ω

#### Yueyang
- Hunan Institute of Science and Technology (湖南理工学院)

#### Zhuzhou
- Central South University Forestry and Technology (Zhuzhou) (中南林业科技大学)
- Hunan Polytechnic University (湖南工业大学)

## Inre Mongoliet
- Inner Mongolia Agricultural University
- Inner Mongolia Finance and Economics College
- Inner Mongolia Medical College
- Inre Mongoliets lärarhögskola
- Inre Mongolietuniversitetet (内蒙古大学) Ω
- Inner Mongolia University for Nationalities (Tongliao)
- Inner Mongolia University of Science and Technology
- Inre Mongoliets tekniska högskola
- Inner Mongolia College of Farming and Animal Husbandry (Tongliao)

## Jiangsu
- China University of Mining and Technology (中国矿业大学, Xuzhou) Ω
- Xuzhou Medical College (Xuzhou)
- Xuzhous lärarhögskola (Xuzhou)
- Jiangnanuniversitetet (江南大学, Wuxi) Ω
- China Pharmaceutical University (中国药科大学) Ω

### Nanjing
- China Pharmaceutical University
- Yangzhouuniversitetet (扬州大学) Ω
- Hohaiuniversitetet (河海大学) Ω
- Nanjing Agricultural University
- Nanjing Forestry University
- Nanjing Medical University
- Nanjings lärarhögskola
- Nanjing University of Aeronautics and Astronautics (南京航空航天大学) Ω
- Nanjing University of Science and Technology (南京理工大学) Ω
- Nanjings tekniska högskola
- Nanjinguniversitetet (南京大学, tidigare National Central University) Ω
- Southeast University  (东南大学, tidigare National Central University) Ω
- Suzhouuniversitetet (苏州大学) Ω
- Jiangsuuniversitetet (江苏大学) Ω
- Nanjing University of Posts and Telecommunications (南京邮电大学)

## Jiangxi
- Jingdezhen Ceramics Institute
- Gannan Teachers College (Ganzhou)
- Jiangxi University of Science and Technology (Ganzhou)

### Nanchang
- Nanchanguniversitetet (南昌大学) Ω
- Nancang Institute of Aerospace Technology
- Jiangxis lärarhögskola
- Jiangxi Agricultural University (江西农业大学)
- East China Jiaotong University
- Jiangxi University of Finance and Economics Ω
- Nanchang Institute of Engineering
- Jiangxi Traditional Chinese Medicine Institute
- Jianxi Blue Sky University

Nanjing University of Finance and Economics

## Jilin

### Changchun
- Jilinuniversitetet (吉林大学) Ω
- Northeast Normal University (东北师范大学) Ω
- Changchun University of Technologies
- Yanbianuniversitetet (延边大学) Ω

## Liaoning

### Nationella

#### Dalian
- Dalian Medical University

#### Shenyang
- Northeastern University (Liaoning) (东北大学) Ω

### Nationella (övriga)

#### Shenyang
- China Criminal Police College
- Shenyang Institute of Aeronautical Engineering, hemsida (engelska)

#### Dalian
- Dalian Maritime University (大连海事大学) Ω
- Dalian Nationalities University

### Provinsiella

#### Shenyang
- China Medical University
- Shenyang Agricultural University (沈阳农业大学) Ω
- Liaoninguniversitetet (辽宁大学)  Ω
- Shenyang Institute of Chemical Technology
- Shenyang Jianzhu University
- Shenyang Ligong University
- Shenyang Medical College
- Shenyangs lärarhögskola [död länk]
- Shenyang Pharmaceutical University
- Shenyanguniversitetet
- Shenyangs tekniska högskola

#### Dalian
- Dalian Jiaotong University
- Dalian Medical University
- Dalianuniversitetet
- Dongbei University of Finance and Economics
- Liaonings lärarhögskola
- Liaoning University of Petroleum and Chemical Technology

#### Jinzhou
- Liaonings tekniska högskola
- Bohaiuniversitetet

#### Anshan
- Anshan University of Science and Technology

#### Fuxin
- Liaoning Technical University (辽宁工程技术大学) Ω

## Ningxia
- Ningxias tekniska högskola (Shizuishan)

### Yinchuan
- Ningxiauniversitetet
- Second Northwest Nationalities University
- Ningxia Medical Institute

## Peking

### Nationella
- Pekinguniversitetet (北京大学) Ω
- Pekings filmhögskola
- Renmin University of China (中国人民大学) Ω
- Tsinghuauniversitetet (清华大学) Ω
- Beihang University (北京航空航天大学, formerly Beijing University of Aeronautics and Astronautics) Ω
- Beijing Jiaotong University (北京交通大学) Ω
- University of Science and Technology Beijing (北京科技大学) Ω
- China University of Mining and Technology (中国矿业大学(北京)) Ω
- Beijing University of Petroleum (石油大学) Ω
- Beijing University of Posts and Telecommunications (北京邮电大学) Ω
- Pekings lärarhögskola (北京师范大学) Ω
- University of International Business and Economics (对外经济贸易大学) Ω
- Central University of Finance and Economics (中央财经大学) Ω
- China University of Political Science and Law (中国政法大学) Ω
- University of International Relations (国际关系学院) Ω
- Beijing University of Chemical Technology (北京化工大学) Ω
- Beijing Foreign Studies University (北京外国语大学) Ω
- Beijing Language and Culture University (北京语言大学) Ω
- Nongda-universitetet (中国农业大学, China Agricultural University) Ω
- Beijing Forestry University (北京林业大学) Ω
- Beijing University of Chinese Medicine (北京中医药大学) Ω
- Communication University of China (中国传媒大学, formerly Beijing Broadcasting Institute)
- Central Institute of Fine Arts (中央美术学院) Ω
- Central Academy of Drama (中央戏剧学院) Ω
- Central Conservatory of Music (中央音乐学院) Ω

#### Tidigare lärosäten
- Beijing Medical University, sammanslaget med Pekinguniversitetet
- Peking Union Medical College, sammanslaget med Tsinghuauniversitetet

### Nationella (övriga)
- Beijing People's Police College
- Central University for Nationalities (中央民族大学) Ω
- China People's Public Security University
- Peking Union Medical College (中国协和医科大学) Ω
- Beijing University of Physical Education (北京体育大学) Ω
- Beijings tekniska högskola (北京理工大学) Ω
- Beijing Electronic Science and Technology Institute
- China Foreign Affairs University
- China Youth University for Political Sciences
- China Institute of Industrial Relations
- China Women's University

### Lokala
- Beijing Technology and Business University
- Beijing Union University
- Beijings tekniska högskola (北京工业大学) Ω
- North China University of Technology
- Capital University of Medical Sciences
- Capital Normal University
- Capital University of Economics and Business
- Beijing Institute of Clothing Technology
- Beijing Institute of Civil Engineering and Architecture
- Beijing Institute of Machinery
- Beijing Institute of Graphic Communication (北京印刷学院)
- Beijing Information Technology Institute (北京信息工程学院)
- SG Institute of Technology (首钢工学院)
- Beijing Institute of Petrochemical Technology (北京石油化工学院)
- Beijing Agricultural Institute (北京农学院)
- Capital Institute of Physical Education (首都体育学院)
- Beijing International Studies University
- Beijing Materials Institute (北京物资学院)
- China College of Music (中国音乐学院)
- Academy of Traditional Chinese Opera (中国戏曲学院)
- Beijing Dance Academy
- Pekings filmhögskola

### Privatliv
- Beijing City College (北京城市学院)

## Qinghai

### Xining
- Qinghaiuniversitetet
- Qinghais lärarhögskola
- Qinghai Nationalities University

## Shaanxi
- Northwest Sci-Tech University of Agriculture and Forestry (西北农林科技大学, Yangling) Ω
- Yan'anuniversitetet (Yan'an)

### Xi'an
- Xi'an International Studies University
- Chang'anuniversitetet (长安大学) Ω
- Xi'an Jiaotong University (西安交通大学, Shaanxi) Ω
- Xidianuniversitetet (Shaanxi)
- Shaanxis lärarhögskola  (陕西师范大学) Ω
- Shaanxi University of Science and Technology (陕西科技大学) Ω
- Northwest University, China (西北大学) Ω
- Northwestern Polytechnical University (西北工业大学) Ω
- Southwest Normal University
- Xidianuniversitetet (西安电子科技大学) Ω
- Xi'an University of Architecture and Technology

### Privatliv
- Xi'an Eurasia University

### Shandong
- Shandong University of traditional chinese medicine (山东中医药大学, Jinan)
- Haiyanguniversitetet (海洋大学, tidigare Ocean University of China, Qingdao) Ω
- Qingdaouniversitetet (青岛大学, Qingdao)
- Shandonguniversitetet (山东大学, Jinan)

## Shanghai

### Nationella
- Fudanuniversitetet (复旦大学, grundat 1905) Ω
  - Fudan University Shanghai Medical College (tidigare Shanghai Medical University, grundat 1927)
- Shanghai Jiao Tong-universitetet (上海交通大学, grundat 1896) Ω
  - Medical School of Shanghai Jiao Tong University (tidigare上海第二医科大学 eller Shanghai Second Medical School, grundat 1896) Ω
- Tongjiuniversitetet (同济大学, grundat 1907) Ω
- East China Normal University (华东师范大学) Ω
- Shanghaiuniversitetet (上海大学) Ω
- East China University of Science and Technology (华东理工大学) Ω
- Donghuauniversitetet (东华大学) Ω
- Shanghai International Studies University (上海外国语大学) Ω
- Shanghai University of Finance and Economics (上海财经大学) Ω
- Second Military Medical University
- China Europe International Business School (中歐國際工商學院)

### Lokala
- Shanghai Teachers University
- East China University of Politics and Law
- Shanghai Conservatory of Music
- Shanghai Theater Academy
- Shanghai Maritime University
- Shanghai University of Electric Power
- University of Shanghai for Science and Technology
- Shanghai University of Engineering Sciences
- Shanghais tekniska högskola
- Shanghai Fisheries University
- Shanghai Institute of Foreign Trade
- Shanghai Institute of Physical Education
- Shanghai Finance University

### Privatliv
- Sandauniversitetet

## Shanxi
- Taiyuanuniversitetet (Shanxi)
- Shanxiuniversitetet (Taiyuan)
- Zhongbeiuniversitetet (Taiyuan, Shanxi)
- Shanxi Medical University (Taiyuan)
- Shanxi Agricultural University (山西农业大学) Ω
- Taiyuans tekniska högskola (太原理工大学, Shanxi) Ω
- Xi'an International Studies University (Shanxi)

## Sichuan
- Chengdus tekniska högskola (Chengdu)
- University of Electronic Science & Technology of China (电子科技大学, Chengdu, Sichuan) Ω
- Sichuan Agricultural University (四川农业大学, Yaan) Ω
- Sichuanuniversitetet (四川大学, Chengdu) Ω
- Sichuans lärarhögskola (四川师范大学)
- Southwest Jiaotong University (西南交通大学, Chengdu, Sichuan) Ω
- Southwest Petroleum University (西南石油大学, Chengdu, Nanchong, Sichuan)
- Southwestern University of Finance and Economics (西南财经大学, Chengdu, Sichuan) Ω

## Tianjin

### Nationella
- Tianjinuniversitetet (天津大学, grundat 1895) Ω
- Nankaiuniversitetet (南开大学, grundat 1919) Ω

### Nationella (övriga)
- Civil Aviation University of China (Civil Aviation Authority)

### Lokala
- Tianjin Academy of Fine Arts
- Tianjin Agricultural College
- Tianjin Conservatory of Music
- Tianjin Foreign Studies University
- Tianjin Institute of Physical Education
- Tianjin Medical University (天津医科大学) Ω
- Tianjins lärarhögskola
- Tianjin Polytechnic University
- Tianjin University of Commerce China
- Tianjin University of Finance & Economics
- Tianjin University of Science & Technology
- Tianjins tekniska högskola
- Tianjin University of Technology and Education
- Tianjin University of Traditional Chinese Medicine
- Tianjin Urban Construction Institute

## Tibet(Xizang)

### Lhasa
- Tibetuniversitetet
- Xizang Higher Police School
- Xizang Nationalities University
- Xizang Institute of Tibetan Medicine

## Xinjiang
- Xinjianguniversitetet (新疆大学) Ω
- Xinjiang Agricultural University
- Xinjiang Medical University

## Yunnan
- Kunming Medical College
- Kunminguniversitetet
- Kunming University of Science and Technology
- Yunnan Agricultural University
- Yunnan Institute of Finance and Trade
- Yunnan Institute for Nationalities
- Yunnan Medical College
- Yunnans lärarhögskola
- Yunnanuniversitetet (云南大学, Kunming) Ω

## Zhejiang

### Hangzhou
- Zhejianguniversitetet (National Che Kiang University) (浙江大学) Ω
- Zhejiangs tekniska högskola (浙江工业大学)
- China Jiliang University (中国计量学院)
- China National Academy of Art (中国美术学院) (grundat 1928)
- Zhejiang Institute of Science and Technology (浙江工程学院)
- Zhejiang College of Traditional Chinese Medicine (浙江中医学院)
- Zhejiang College of Science and Technology (浙江科技学院)
- Hangzhou Teachers College (杭州师范学院)
- Hangzhou Dianzi University (杭州电子科技大学)
- Hangzhou College of Professional Technology
- Hangzhou Wanxiang College
- Hangzhou University of Commerce (杭州商学院)
- Zhejiang Shuren University (浙江树人学院)
- Zhejiang University City College (浙江大学城市学院)
- Zhejiang University of Finance & Economics (浙江财经学院)
- Zhejiang Ocean University (浙江海洋学院)

### Andra
- Zhejiangs lärarhögskola
- Ningbouniversitetet
- Jiaxing College
- China Institute of Metrology
- Zhejiang Forestry College
- Zhejiang College of Traditional Chinese Medicine
- Wenzhou Medical College
- Wenzhou Teachers College
- Shaoxinguniversitetet
- Huzhou Teachers’ College
- Taizhouuniversitetet
- Zhejiang Shuren College
- Zhejiang Wanli University
- Public Security Marine Police Academy
- Zhejiang College of Water Conservancy and Hydropower
- Lishui Teachers College
- Zhejiang Radio and Television College
- Zhejiang Public Security College
- Ningbo Applied Science University
- Wenzhouuniversitetet
- Zhejiang Vocational and Technical Institute Of Transportation
- Jinhua College of Profession and Technology
- Ningbo Polytechnic
- Wenzhou Vocational and Technical College
- Zhejiang Business Technology Institute
- Zhejiang Industry and Trade Polytechnic
- Shaoxing YueXiu Foreign Languages College
- Taizhou Technical College
- Zhejiang Pharmaceutical College
- Zhejiang Vocational Academy of Art
- Zhejiang Institute of Mechanical & Electrical Engineering
- Zhejiang Vocational College of Commerce
- Zhejiang Police Officers Vocational Academy
- Zhejiang Industry Polytechnic College
- Zhejiang Tourism Vocational Institute
- Zhejiang Financial Professional College
- Zhejiang Technology Institute of Economy
- Zhejiang College Of Construction
- Zhejiang Economic and Trade Polytechnic
- Zhejiang Yuying College of Vocational Technology
- Shaoxing Top Institute of Information Technology
- Ningbo Fashion Institute
- Jiaxing Vocational Technical College
- Huzhou Vocational Technology College
- Quzhou coloege of Technology
- Lishui Vocational Technical College
- Zhejiang Oriental Vocational and Technical College
- Ningbo Dahongying Education Group
- Yiwu Vocational College of Industry and Business
- Zhejiang Guangsha Architecture Technology College
- Ningbo City College of Vocational Technology
- Zhejiang Vocational and Technical Institute of Light Textile
- University of Nottingham, Ningbo, China